# Dąbki (powiat bytowski)
Dąbki (dodatkowa nazwa w j. kaszub. Dąbczi) – osada  w Polsce, położona w województwie pomorskim, w powiecie bytowskim, w gminie Bytów.
Osada kaszubska, na Pojezierzu Bytowskim. Osada wchodzi w skład sołectwa Dąbie
W latach 1975–1998 miejscowość administracyjnie należała do województwa słupskiego.